# 아동 방임
아동 방임(child neglect)은 부모 등 양육자가 적절한 감독, 건강 케어, 옷, 주택뿐 아니라, 신체적 욕구, 정서적 욕구, 사회적 욕구, 교육적 욕구, 안정 욕구 등 기본적 욕구(basic need)를 아동으로부터 박탈(deprivation)하는 행동이다. 모든 사회는 아동이 신체적, 사회적, 정서적으로 발달하기 위하여 양육자가 제공해야 하는 필수 행동이 있다는 사고를 구축해 왔다. 방임의 원인은 정신 질환, 의도하지 않은 임신, 물질 사용 장애, 실업, 과잉고용, 가정 폭력, 특별한 경우 가난 등 부모의 양육 문제이다.
아동 방임은 아동과 사회가 양육자의 행동을 인식하는 방식에 따라 다르다. 부모가 자신들이 아동에게 행동하는 방법이 중요한 것이 아니다. 옵션이 가능할 때에 부모가 아동을 부양하는 것의 실패는 옵션이 사용 가능하지 않을 때 양육이 실패하는 것과는 다르다. 가난과 자원 결핍은 기여 요인이 되며, 부모가 아동의 욕구를 만족시키는 것을 차단한다. 행동을 방임으로 정의하기 전에 환경과 의도성(intentionality)은 검토해 봐야 한다.
아동 방임은 가장 흔한 아동 학대(child abuse)로, 엄마에게서 태어난 아동이 방임의 위험에 상당히 처해 있다. 방임 아동, 특히 2살 이전 방임을 경험한 아동은 평생에 걸쳐 발생하는 사회적, 정서적, 건강상의 문제를 발생시킬 가능성이 높다.

## 정의
방임은 바람직하거나 최소한으로 적절한 아동 양육(child-rearing) 관습에 명확하고 초문화적 기준이 없기 때문에 정의하기 어렵다. 연구에서는 방임이 다른 형태의 학대나 불운한 일들과 공존하기도 한다고 한다. 방임의 근원은 부모의 양육이 부재하고 만성적으로 아동의 기본적 욕구를 충족하지 못하는 것까지 거슬러 올라가지만, 이러한 욕구를 정의하는 것은 간단치 않다. 2006년 영국 교육 기술부(Department for Education and Skills) "Working Together"는 방임을 다음과 같이 정의하였다.
... 아동의 기본적 신체적 그리고 심리적 욕구를 지속적으로 총족시키지 못하여 아동의 건강이나 발달에 심각한 저해를 가져다 줄 가능성이 높다. 임신 기간 동안 산모가 약물 남용 장애를 보인 결과로서 방임이 발생할 수 있다. 아이가 태어나면, 방임은 부모나 양육자가 적절한 음식, 옷, 피난소를 제공하지 못한 것(집에서 내쫓거나 유기하는 것 포함), 아동의 신체적 정서적 상해나 위험을 막아주지 못한 것, 적절한 감독을 보장하지 못한 점(부적절한 양육자 사용 등), 적절한 의료 케어나 치료를 받게 하지 못한 것이 해당한다. 또한 아동의 기본적인 정서적 욕구를 무시하거나 반응하지 않는 것도 포함한다.(...the persistent failure to meet a child's basic physical and/or psychological needs, likely to result in the serious impairment of the child's health or development. Neglect may occur during pregnancy as a result of maternal substance use disorders. Once a child is born, neglect may involve a parent or carer failing to provide adequate food, clothing and shelter (including exclusion from home or abandonment); protect a child from physical and emotional harm or danger; ensure adequate supervision (including the use of inadequate care-givers), or ensure access to appropriate medical care or treatment. It may also include neglect of, or unresponsiveness to, a child's basic emotional needs.)
흔히 아동 방임은 양육자가 아동에게 신체적 정서적 교육적 의학적 욕구를 충족시켜주지 못하는 것으로 정의한다. 아동 방임 유형은 다음과 같다.
- 아동에게 부모 간 발생한 폭력이나 심각한 학대를 목격하게 하는 것
- 무시
- 모욕
- 아동에게 폭력으로 위협하는 것
- 안전한 환경과 성인의 정서적 지지를 아동에게 제공하지 않은 것
- 아동의 안녕과 행복에 냉혹하게 무관심한 것[8]

또 다른 정의는 다음과 같다.
- 웹스터스 뉴월드 로 사전(Webster's New World Law Dictionary) : "아동의 케어와 양육을 책임지는 사람이 아동의 정서적 신체적 건강과 전반적인 행복을 안전하게 보호하지 못함(The failure of a person responsible for a child's care and upbringing to safeguard the child's emotional and physical health and general well-being)"[9]
- 영국 질병통제예방센터(Centers for Disease Control and Prevention) : "부작위 행동(Acts of omission) : 아동의 기본적 신체적 정서적 교육적 욕구를 제공하지 못하거나 상해 혹은 잠재적 상해를 아동으로부터 막아주지 못하는 것 ... 아동에 대한 상해는 의도된 결과이거나 그렇지 않을 수 있다. 방어 실패는 신체적 방임, 정서적 방임, 의학적 방임, 교육적 방임을 (초래한다.) 감독 실패는 부적절한 감독, 폭력적 환경에의 노출을 (초래한다.)(failure to provide for a child's basic physical, emotional, or educational needs or to protect a child from harm or potential harm. [...] harm to a child may or may not be the intended consequence. Failure to provide [results in] physical neglect, emotional neglect, medical/dental neglect, and educational neglect. The failure to supervise [results in] inadequate supervision, exposure to violent environments.)"[10]
- "건강 및 발달에의 심각한 저해를 초래하는 아동의 기본적 신체적 심리적 욕구 충족의 지속적인 실패(The persistent failure to meet a child's basic physical and/or psychological needs resulting in serious impairment of health and/or development.)"[11]:1–8

아동 방임의 정의는 광범위하다. 아동이 방임될 때를 규정하는 특정 가이드라인이 없다. 따라서
무엇이 방임인지를 정하는 것은 국가 기관과 전문가 집단에 달려 있다.:13 흔히 아동 방임은 부모나 양육자가 아동의 정신적 신체적 정서적 발달에 필요한 욕구를 충족하지 못하는 것으로 간주된다.:262
아동 방임은 가장 흔한 아동 학대 형태며, 지금도 많은 아동에게 심각한 문제가 되고 있다. 아동 학대는 아동의 신체 발달, 정신 발달, 정서 발달에 심각하게 영향을 주어, 학업 성취 저해, 우울, 성격장애 등 장기적 결과를 야기한다. 또한 방임에 시달린 아동은 성장하여 약물 사용 장애나 교육 실패 등의 문제를 보일 가능성이 높기에 사회에도 영향을 준다.

## 유형
아동 방임 유형은 다양하다.
| 유형                             | 정의 | 사례 연구 예시 |
| -------------------------------- | --- | --- |
| 감독적 방임(Supervisory neglect) | 보호자 혹은 부모가 아이나 어린 사람에게 수용할 수 있는 감독이나 통제를 보일 수 없거나 보이려 하지 않음. 예) 장기간 아동을 혼자 둠      | 7세 소년 헨리(Henry)는 매일 학교에서 집으로 걸어가며, 엄마가 돌아오는 저녁 7시까지 스스로를 돌본다. 가끔 헨리는 스토브로 요리를 하거나 가게에 걸어가 음식을 산다.                                                                        |
| 신체적 방임(Physical neglect)    | 아동에게 음식, 물, 옷, 피난처, 적절한 위생 등을 제공하지 않아 아동의 기본적 신체적 욕구가 충족되지 않음                                | 4세 소녀 조이스(Joyce)는 칩이나 초콜렛과 같은 스낵과 맥도날드 식사를 아빠로부터 받는다. 아빠는 요리를 싫어하며 요리를 해도 냉동식품에 불과하다. 조이스는 음식을 먹지만 영양소는 제대로 갖추지 못한 것이다.                               |
| 의료적 방임(Medical neglect)     | 필요한 의료 케어를 아동이 받는 것을 거절 혹은 지염시킴                                                                                 | 9세 소년 벤(Ben)은 한 달에 한 번 감기에 한 번 걸린다. 부모는 벤의 건강을 걱정한다. 그러나 아빠는 최근 실직하였고, 부모는 재정 문제로 벤을 의사에게 더는 데려가지 않는다.                                                                 |
| 교육적 방임(Educational neglect) | 보호자나 부모라 아동이 정규 교육을 받지 못하게 함. 예) 입학, 특정 욕구에 대한 요구를 충족시켜줌                                        | 8세 소년 체이스(Chase)는 학교를 싫어한다. 엄마는 체이스가 화를 낼 때마다 입학시키려는 것을 포기해 왔다. 체이스는 한 달 이상을 학교를 놓쳤다. 선생님은 체이스가 학습 불능이라고 의심하지만 엄마는 체이스를 병원에서 검사해 보지 않는다.   |
| 정서적 방임(Emotional neglect)   | 보호자나 부모가 부적절한 양육이나 애착을 줌. 부모나 보호자는 아동이 안정감, 사랑, 바람, 가치 등을 느낄 수 있는 환경을 조성하지 못한다. | 3세 소녀 티아나(Tiana)는 최근 매주 평일마다 아침 7시부터 저녁 6시까지 보육원에 있다. 부모 모두 장시간 일을 한다. 주말마다 부모는 티아나에게 아이패드(iPad)를 주어 만족감을 주지만, 너무 바빠 티아나와 직접 이야기하거나 놀아주지 못한다. |

- 신체적 방임은 아동에게 음식이나 의복과 같은 생필품을 주지 못하는 것에서 발생한다.
- 의료적 방임은 매일 아동에게 양치를 시키지 않는다는지, 아동을 목욕시키지 않는다는지, 필요할 때 아동을 의사에게 데려가지 않는다는지 등의 아동의 기본적 건강 케어 욕구를 충족시키지 못하는 것이다.
- 정서적 방임은 정서적 안정감이나 용기 독려와 같은 정서적 지지를 제공하지 못하는 것이다.
- 교육적/발달적 방임은 아동을 학교에 보내거나 교육하지 않는 것과 같이 성장이나 발달에 필요한 경험을 아동에게 제공하지 못하는 것이다.
- 한 영역에서의 법과 아동 보호 정책에 따라, 아동을 감독하지 않고 방치하는 것, 특히 그렇게 하여 아동을 위험에 처하게 하는 경우, 방임으로 간주한다.[15]

또한 아동 방임은 심각성 정도에 따라 설명할 수 있으며, 그 대응은 지역 사회 및 정부 기관이 보장하는 것으로 여겨질 수 있다.
- 가벼운 방임(Mild neglect)은 아동이 방임으로 인지할 가능성이 가장 적지만, 지역 사회 개입이 필요한 방식에서는 상해가 될 가능성이 크다. 적절한 자동차 안정 시트를 쓰지 않는 부모를 예로 들 수 있다.
- 평범한 방임(Moderate neglect)은 일부 상해가 아동에게 일어났을 때 보인다. 예를 들어, 겨울에도 반팔을 입히는 등 아동이 반복적으로 날씨에 부적절한 옷을 입는 경우가 그러하다. 평범한 상해의 경우, 정부 기관은 부모를 돕기 위하여 소집될 것이다.
- 심각한 방임(Severe neglect)은 시간이 지나면서도 계속 보이며 아동에게 심각한 상해를 일으킨다. 예를 들어 천식 아동에게 치료를 거부하는 것이다.